# Мілько Василь Іванович
Василь Іванович Мілько (18 травня 1921, Златополь — 3 лютого 1998, Київ) — український лікар, фахівець з променевої діагностики та терапії, доктор медичних наук, професор, лауреат Державної премії УРСР в галузі науки і техніки (1986), заслужений працівник вищої школи УРСР, ректор Київського медичного інституту впродовж 1966—1970 років. Учасник німецько-радянської війни, ліквідації аварії на ЧАЕС.
У 1958 році співробітники кафедри рентгенології та медичної радіології М. Ф. Заркевич, В. І. Мілько, Л. Б. Пінчук, М. М. Попова та Л. М. Тріумфова видали перший «Посібник з медичної радіології» для студентів медичних вузів.
Був нагороджений орденами Леніна, Червоної Зірки, Вітчизняної війни ІІ ступеня, Трудового Червоного Прапора, «Знак Пошани», медалями та Грамотою Верховної Ради Української РСР (1982).

## Біографія
Народився в Златополі Київської губернії в сім'ї робітника, де був четвертою дитиною. Мав брата, двох старших та одну молодшу сестру. Ним опікувався старший брат Микола, який багато чому його навчив. У сім'ї був суворий порядок, тому що батьки вимагали від дітей сумлінного навчання та чесності. Діти з раннього віку допомагали батькам по господарству. З п'ятого класу Василь грав у духовому оркестрі на трубі. Мав багато товаришів. У 1933 році під час Голодомору діти шукали їжу, де могли, Василь все, що знаходив, віддавав товаришам. До 1939 року він прожив у Златополі, там закінчив середню школу з відзнакою. Після її закінчення поступив до Кіровоградського педагогічного інституту, але його призвали до лав Червоної Армії. Коли він мав вже демобілізуватися, почалася німецько-радянська війна, і вже 25 червня 1941 року його було відправлено на Карельський фронт. Там він узяв участь у боях на передовій на посадах від командиру взвода до батальйону. У грудні 1941 року був тяжко поранений у ногу і відправлений до госпіталю. У 1942 році повернувся до діючої армії на Південно-Західний фронт, брав участь у боях під Ржевом, був знову поранений. Був направлений після видужання до військово-повітряних сил, де проходив службу біля кордону з Туреччиною. Демобілізований весною 1946 року. Тоді ж був призначений першим секретарем Баришевського районного комітету ЛКСМУ.
1 вересня 1947 року поступив до Київського медичного інституту на лікувальний факультет, того ж року був обраний головою студентського профсоюзного комітету. Під час навчання Мілько вів активну суспільну роботу. На 6-му курсі його обрано секретарем партійної організації інституту, що було нечуваним для СРСР, де такі посади при інститутах не обіймали студенти. У 1953 році закінчив інститут і поступив у клінічну ординатуру при кафедрі рентгенології, яку закінчив у 1954 році, надалі став асистентом цієї кафедри. У 1960 році захистив кандидатську дисертацію на тему «Про включення радіоактивного фосфору (P32) у різні структури серця в нормі і при експериментальній коронарній недостатності (оригінал рос. О включении радиоактивного фосфора (P32) в разные структуры сердца в норме и при экспериментальной коронарной недостаточности)». Того ж року його обрано на посаду доцента цієї ж кафедри.
24 грудня 1965 року його призначено ректором Київського медичного інституту імені О. О. Богомольця (КМІ). Цю посаду він обіймав до 26 травня 1970 року. За цей період в інституті було удосконалено викладання санітарно-гігієнічних навчальних дисциплін, побудований санітарно-гігієнічний корпус, а також 1967 року організовано інтернатуру. Мілько велику увагу приділяв питанням кадрового удосконалення кафедр, часто зустрічався зі співробітниками для неформальних бесід, де дізнавався про те, що їх турбує. Багато відомих особистостей КМІ обрано завідувачами кафедр за часів його ректорства. Часто зустрічався й з студентською спільнотою. У 1969 році за часів ректорства Мілька на кошти студентів і викладачів було створено і розміщено на території КМІ монумент Слави для увічнення пам'яті викладачів і студентів, що загинули під час німецько-радянської війни.

Могила Василя Мілька, Байкове кладовище

З лютого 1966 року Мілько очолив кафедру рентгенології та радіології, якою керував до квітня 1990 року. У 1970 році захистив докторську дисертацію «Реакції організму та їхні особливості при опроміненні інкорпорований йодом-131 і фосфором-32 (оригінал рос. Реакции организма и их особенности при облучении инкорпорированным йодом-131 и фосфором-32)». У 1972 році йому присвоєне вчене звання професора. Основними напрямками роботи кафедри і його завідувача були розробка основ радіобіологічної дії малих доз радіації на організм людини, надлетальних доз іонізуючих випромінювань на ссавців. З 1964 року на кафедрі під керівництвом Мілька стали лікувати за допомогою рентгенівської терапії хворих на сирингомієлію. Тоді ж було створено на базі кафедри міський центр радіонуклідної діагностики.
Після вибуху на Чорнобильській АЕС у 1986 році Мілько разом з іншими науковцями був на місці катастрофи і проводив велику роботу по ліквідації її наслідків. Надалі на очолюваній ним кафедрі проводили ґрунтовні дослідження наслідків аварії на здоров'я потерпілих. У цьому році йому разом з колективом авторів присуджено Державну премію УРСР в галузі науки і техніки за дослідження впливу надлетальних доз різних видів іонізуючих променів на організм ссавців. У 1990 році він перейшов на посаду професора кафедри.
Багато уваги приділяв підготовці наукових кадрів. Під його керівництвом було захищено 25 кандидатських дисертацій, був консультантом 8 докторських дисертацій. Свою педагогічну, наукову та лікарську діяльність він поєднував з активною громадською роботою. Неодноразово вибирався членом районної та міської рад. Був членом правління товариства «Україна», міського та Українського товариства рентгенологів і радіологів, членом редакційної колегії республіканської збірки «Експериментальна і клінічна радіологія», часопису «Український радіологічний журнал». У 1979 році йому присвоєне почесне звання заслуженого працівника вищої школи УРСР. У 1982 році нагороджено грамотою Верховної Ради УРСР. Автор більше 200 наукових праць, численних авторських свідоцтв на діагностичні методики в рентгенології та радіології.
Помер на 77-му році життя 3 лютого 1998 року в Києві. Похований на Байковому кладовищі (ділянка № 49а, 50°24′59.53″ пн. ш. 30°30′5.39″ сх. д. / 50.4165361° пн. ш. 30.5014972° сх. д.).